# 우리가 빛이라 상상하는 모든 것
《우리가 빛이라 상상하는 모든 것》(영어: All We Imagine as Light)은 2024년 개봉한 드라마 영화이다. 파얄 카파디아가 감독과 각본을 맡았다. 2024년 칸 영화제 심사위원대상 수상작이자 황금종려상 경쟁 후보작이다. 인도 여자 감독 최초 칸 경쟁 부문 진출작이다.

## 출연
- 카니 쿠스루티 - 프라바
- 디비아 프라바 - 아누
- 크하야 카담 - 파르바티
- 흐리두 하룬 - 시아즈
- 아지스 네두망가드 - 마노지
- 틴투몰 조지프 - 샤넷
- 아난드 사미 - 익사한 남자
- 마두라 판디트 자스라이
- 마드후 라자 - 카키
- 라나비르 다스

## 참고 사항
- 한국 약칭은 우빛상모. 제목이 긴 편이라 배급사 그린나래미디어에서도 약칭으로 자주 부르곤 한다.